# Hieraciinae
Sous-tribu
La sous-tribu des Hieraciinae est une sous-tribu de plantes à fleurs de la famille des Asteraceae.

## Liste des genres
Selon NCBI (1 février 2014) :
- genre Andryala
- genre Hieracium
- genre Hispidella
- genre Pilosella